# Poisson-papillon d'Arabie
Chaetodon melapterus
Espèce
Statut de conservation UICN

 LC  : Préoccupation mineure
Le Poisson-papillon d'Arabie (Chaetodon melapterus) est une espèce de poissons de la famille des Chaetodontidae.

## Sous-genre
Le poisson-papillon d'Arabie est un poisson-papillon qui fait partie du sous-genre Corallochaetodon. En 1984, André Maugé et Roland Bauchot ont proposé d'intégrer ce sous-genre dans un nouveau genre, Mesochaetodon, ce qui donnerait comme nom scientifique pour ce poisson Mesochaetodon melapterus.

## Morphologie
- Taille : jusqu'à 12 cm.

Son corps est jaune, avec des petites bandes rougeâtres. La queue est noire, la couleur noire remontant sur le haut du corps et descendant sur le bas du corps.

## Biologie et écologie
C'est un poisson corallien qui se nourrit de corail.

## Répartition
Le poisson-papillon d'Arabie (ou poisson-papillon persan) se rencontre dans l'ouest de l'océan Indien.

## Usage
On peut rencontrer ce poisson en aquarium, mais il est difficile à nourrir, du fait de son alimentation très spécialisée.